# خوان فرنانديز (دبلوماسي)
خوان فرنانديز (بالإسبانية: Juan Fernández de Velasco y Tovar)‏ (و. 1550 – 1613 م) هو دبلوماسي إسباني، توفي في مدريد، عن عمر يناهز 63 عاماً.

## مناصب
تولى منصب Governor of Milan ‏
.